# Joan Brugge
Joan Siefert Brugge (* 1949 in Cincinnati, Ohio) ist eine amerikanische Molekularbiologin und Krebsforscherin. Sie lehrt und forscht seit 1997 an der Harvard University und befasst sich vorrangig mit der Erforschung von Brust- und Eierstockkrebs.

## Werdegang
Joan Brugge begann an der Northwestern University ein Mathematik-Studium, wechselte jedoch auf die Fachrichtung Biologie, als ihre ältere Schwester an einem Hirntumor erkrankte. 1971 erhielt sie dort den Bachelor in Biologie, bevor sie an das Baylor College of Medicine in Texas wechselte und dort 1975 in Virologie zum Ph.D. promoviert wurde. Als Post-Doc arbeitete sie von 1975 bis 1979 unter Raymond L. Erikson an der University of Colorado Denver und wurde schließlich im Juli 1979 als Assistenzprofessorin für Mikrobiologie an der Stony Brook University in New York angestellt. Dort wurde sie 1988 zur ordentlichen Professorin befördert, verließ die Universität aber bereits ein Jahr später, um fortan in gleicher Position an der University of Pennsylvania tätig zu sein. Parallel dazu forschte sie im Namen des Howard Hughes Medical Institute.
1992 wechselte Brugge in die Wirtschaft und war als wissenschaftliche Leiterin bei ARIAD Pharmaceuticals beschäftigt, einem auf Onkologie fokussierten Pharmaunternehmen. Bereits 1997 kehrte sie allerdings in die akademischen Ränge zurück, indem sie dem Ruf der Harvard University folgte und dort seither als Professorin für Zellbiologie tätig ist. Zudem steht sie seit 2014 dem in Harvard ansässigen Ludwig Cancer Center vor.

## Wissenschaftliches Schaffen
Brugges Krebsforschung widmet sich hauptsächlich Brust- und Ovarialtumoren. Besonderes Augenmerk liegt dabei unter anderem auf der Untersuchung von Resistenzmechanismen der Tumorzelle sowie auf der Identifizierung von Signalwegen im Zellzyklus, beispielsweise im Sinne von Onkogenen. Zudem entwickelte ihre Arbeitsgruppe eine Methode, Zellkulturen mittels eines Gels dreidimensional anzuzüchten, um somit die Abläufe in vivo präziser zu simulieren.
Bisher war Brugge an über 200 wissenschaftlichen Publikationen beteiligt.

## Ehrungen
Für ihre bisherige wissenschaftliche Leistung erhielt Brugge zahlreiche Preise, darunter den MERIT Award der National Institutes of Health (2001), den Rosalind E. Franklin Award des National Cancer Institute (2005) sowie den Charlotte Friend Award der American Association for Cancer Research (2005). Darüber hinaus wurde sie im Jahre 2000 in die American Academy of Arts and Sciences gewählt, ebenso wie 2001 in die National Academy of Sciences. Des Weiteren gehört sie der National Academy of Medicine sowie der American Association for Cancer Research an.